# Deuxième circonscription de la préfecture d'Aomori
La deuxième circonscription de la préfecture d'Aomori (青森県第2区, Aomori-ken dai-ni-ku) est l'une des trois circonscriptions législatives que compte la préfecture d'Aomori au Japon.

## Description géographique
Entre 1994 et 2013, la deuxième circonscription de la préfecture d'Aomori était composée des villes de Towada, Misawa et Mutsu et des districts de Kamikita et Shimokita. 
Entre 2013 et 2017, elle comprenait les mêmes villes et districts ainsi que le bourg de Gonohe (district de Sannohe).
Depuis 2017, elle englobe les villes de Hachinohe, Towada et Misawa, le district de Sannohe et une partie du district de Kamikita comprenant les bourgs de Shichinohe, Rokunohe, Tōhoku et Oirase,.

## Députés
| Législature | Début de mandat | Fin de mandat | Député élu          | Parti politique | Parti politique |
| ----------- | --------------- | ------------- | ------------------- | --------------- | --------------- |
| 41e         | 1996            | 2000          | Akinori Eto         |                 | PLD             |
| 42e         | 2000            | 2003          | Shingo Mimura       |                 | AI              |
| 43e         | 2003            | 2005          | Akinori Eto         |                 | PLD             |
| 44e         | 2005            | 2009          | Akinori Eto         |                 | PLD             |
| 45e         | 2009            | 2012          | Akinori Eto         |                 | PLD             |
| 46e         | 2012            | 2014          | Akinori Eto         |                 | PLD             |
| 47e         | 2014            | 2017          | Akinori Eto         |                 | PLD             |
| 48e         | 2017            | 2021          | Tadamori Ōshima     |                 | PLD             |
| 49e         | 2021            | 2024          | Jun'ichi Kanda (ja) |                 | PLD             |
| 50e         | 2024            | -             | Jun'ichi Kanda (ja) |                 | PLD             |